# HD 214850
HD 214850，又名BD+13 4971，SAO 108094、HR 8631，是一颗恒星，视星等为5.71，位于銀經81.67，銀緯-37.65，其B1900.0坐标为赤經22h 35m 55.3s，赤緯+14° -37.65′ 25″。